# Чувашка (приток Чусовой)
Чувашка — река в Свердловской области, правый приток Чусовой.
Высота устья — 157 м над уровнем моря.

## География
Длина реки 14 км. Протекает в лесах на северо-западе муниципального образования «город Нижний Тагил». Берёт начало на юго-западном склоне горы Верхняя Ослянка (Средний Урал). Течёт в юго-западном направлении и впадает в Чусовую по правому берегу в 127 км от её устья (в 5,5 км к северо-западу от малой деревни Нижней Ослянки).
Населённых пунктов в бассейне реки нет.

## Данные водного реестра
По данным государственного водного реестра России, Чувашка относится к Камскому бассейновому округу, водохозяйственный участок реки — Чусовая от в/п посёлка Кына до устья, речной подбассейн реки — Кама до Куйбышевского водохранилища (без бассейнов рек Белой и Вятки). Речной бассейн реки — Кама.
Код объекта в государственном водном реестре — 10010100712111100011009.